# Marshall McDonald (Musiker)
Marshall McDonald (* 31. August 1959 in Pittsburgh) ist ein US-amerikanischer Jazzmusiker (Alt-, Bariton- und Tenorsaxophon, Klarinette).

## Leben und Wirken
Marshall McDonald begann mit zehn Jahren Klarinette zu lernen; er hatte dann während seines Studiums an der Carnegie-Mellon University Unterricht in klassischem Klarinettenspiel bei Thomas Thompson, einem Musiker der Pittsburgh Symphony, außerdem bei William Balawadjer und bei Nestor Koval an der Duquesne University. Er arbeitete dann ab den frühen 1990er-Jahren in der New Yorker Musikszene; erste Aufnahmen entstanden 1993 in der Band von Paquito D’Rivera (A Night in Englewood). Ab 1994 war er Lead-Altsaxophonist im The Count Basie Orchestra (Ghost Band); er gehörte dem Orchester 15 Jahre an. Daneben spielte er im Nancie Banks Orchestra, bei George Gee and his Make-Believe Ballroom Orchestra, als Baritonsaxophonist bei Abdullah Ibrahim und als Klarinettist im Duke Ellington Orchestra.
Als Session- und Orchestermusiker arbeitete McDonald des Weiteren mit Tony Bennett (A Swingin' Christmas, 2008), Milt Jackson, Nina Simone, Freddie Hubbard, Rosemary Clooney, Frank Foster, Frank Wess, Charli Persip, Gerry Mulligan, Pete Christlieb, Diane Schuur, Bill Watrous, Ronnie Cuber, Illinois Jacquet, Doc Cheatham, Ray Brown, Art Farmer, Hank Jones, Elvin Jones, Patti Austin, Dee Dee Bridgewater, Bobby Watson, Jon Hendricks, Geri Allen, Aretha Franklin, The Four Tops, Frankie Avalon, The Dells, The Temptations, Melba Moore, Wynton Marsalis, Jon Faddis, George Benson, Chico O’Farrill, Steve Turre, Lizz Wright und Jamie Callum. Unter eigenem Namen legte er 2012 das Album Standardize vor. 2018 leitete er ein eigenes Quartett, bestehend aus Peter Zak (Piano), Kiyoshi Kitagawa (Bass) und Joe Farnsworth (Schlagzeug), 2019 mit Peter Zak, Corcoran Holt und Mike Clark. Im Bereich des Jazz war er zwischen 1993 und 2013 an 17 Aufnahmesessions beteiligt.